# Wakenitz (Naturschutzgebiet)
Die Wakenitz ist ein Naturschutzgebiet in der Stadt Lübeck sowie in den Gemeinden Groß Grönau und Groß Sarau im Kreis Herzogtum Lauenburg in Schleswig-Holstein.
Das rund 607 Hektar große Gebiet ist unter der Nummer 177 in das Verzeichnis der Naturschutzgebiete des Ministeriums für Energiewende, Landwirtschaft, Umwelt, Natur und Digitalisierung eingetragen. Es wurde 1999 ausgewiesen (Datum der Verordnung: 20. April 1999). Das Naturschutzgebiet grenzt südöstlich von Lübeck an das in Mecklenburg-Vorpommern liegende Naturschutzgebiet „Wakenitzniederung“, bei Groß Grönau an das Naturschutzgebiet „Grönauer Heide, Grönauer Moor und Blankensee“ und südöstlich von Groß Grönau an das in Mecklenburg-Vorpommern liegende Naturschutzgebiet „Kammerbruch“. In Lübeck und südöstlich von Lübeck grenzt es stellenweise an das Landschaftsschutzgebiet „Wakenitz und Falkenhusen“, von dem Teile im Naturschutzgebiet aufgegangen sind, in Lübeck außerdem an das in Mecklenburg-Vorpommern liegende Landschaftsschutzgebiet Palinger Heide und Halbinsel Teschow. Das FFH-Gebiet „Herrnburger Dünen“ im Norden sowie Teile des FFH-Gebietes „Wälder und Seeufer östlich des Ratzeburger Sees“ und des Vogelschutzgebietes „Schaalsee-Gebiet“ liegen innerhalb des Naturschutzgebietes. Der Bereich zwischen Groß Grönau und dem Ratzeburger See liegt am Rand des Naturparks Lauenburgische Seen.
Das Naturschutzgebiet erstreckt sich entlang der Wakenitz zwischen dem Ratzeburger See und dem Lübecker Stadtbezirk Eichholz. Es stellt die Wakenitz mit ihrer Niederung sowie teilweise angrenzende Bereiche unter Schutz. Große Teile des Naturschutzgebietes liegen im Grünen Band entlang der ehemaligen innerdeutschen Grenze.
Die Wakenitz mit offenen Wasserflächen, Schwimmblatt- und Schilfröhricht-Verlandungszongen, Nebenbuchten und Seitenarmen wird über weite Strecken von Erlenbruchwald mit Schwarzerle als dominierende Baumart und Esche sowie insbesondere im Süden des Schutzgebietes auch von Feuchtwiesen begleitet. Teilweise sind Wälder mit Laubwaldgesellschaften ausgeprägt. In der Krautschicht der Bruchwälder siedeln beispielsweise Sumpfschwertlilie, Sumpfcalla, Bittersüßer Nachtschatten und Wasserprimel. Auf den Feuchtwiesen siedeln u. a. Sumpfdotterblume, Kuckuckslichtnelke und Wiesenschaumkraut, aber auch Breitblättriges Knabenkraut und Mädesüß.
Im Norden des Naturschutzgebietes ist mit dem „Krögerland“ ein feuchtes Seitental der Wakenitz in das Naturschutzgebiet einbezogen. Es wird überwiegend von Feuchtgrünland mit Sauergräsern, Binsen, Sumpfdotterblumen und Orchideen wie dem Breitblättrigen Knabenkraut geprägt. Das Feuchtgrünland grenzt an den die Wakenitz begleitenden Bruchwald und ist ansonsten vollständig vom Siedlungsgebiet Lübecks und einem Kleingartengebiet umgeben.
Die Wakenitz ist in Lübeck aufgestaut. Sie bildet dadurch im Süden der Stadt den „Kleinen See“, der fast vollständig von Erlenbruchwald umgeben ist. An den Bruchwald schließen sich ein Röhrichtgürtel aus Schilf und Rohrkolben sowie See- und Teichrosenfelder an.
In Lübeck befinden sich nördlich der Wakenitz Binnendünen, die nach dem Ende der Weichsel-Kaltzeit aufgeweht wurden. Hier hat sich Trockenrasen entwickelt, ebenso wie rund um das sich nördlich anschließende Teufelsmoor. Da die Flächen nicht mehr beweidet werden, drohen sie zu verbuschen und müssen zur Pflege entkusselt und gemäht werden. Die Trockenrasen sind Lebensraum einer artenreichen Flora und Fauna, die an die Standortbedingungen angepasst ist. So siedeln hier z. B. Silbergras, Grasnelke, Sandglöckchen und Sandstrohblume. Der sandige Boden ermöglicht Sandbienen die Anlage eines Nestes. Die Trockenrasengesellschaften sind auch Lebensraum verschiedener Schmetterlinge und Heuschrecken. Beispielsweise Feuerfalter und Schachbrett sind hier heimisch. Das Teufelsmoor hat sich in einer feuchten Senke gebildet. Es ist von Bruchwald mit Torfmoosen geprägt. Hier siedelt u. a. die Sumpfcalla. Das Moor ist Lebensraum der Ringelnatter.
In der Wakenitz kommen neben anderen Wels, Hecht, Barsch, Aal, Zander, Karpfen, Schleie, Rotauge, Brasse und Güster vor.
Im Norden quert die Bahnstrecke Lübeck–Bad Kleinen das Naturschutzgebiet, im Süden die A 20.
Am Ostufer des Kleinen Sees befindet sich ein Naturbad.